# Hebert
Hebert Silva Santos (ur. 23 maja 1991 w Barra Mansa) – brazylijski piłkarz występujący na pozycji obrońcy w polskim klubie Wisła Kraków, do którego jest wypożyczony z japońskiego klubu JEF United Ichihara. Wychowanek Ponte Preta, jako junior występował także w CR Vasco da Gama. Latem 2010 roku trafił do portugalskiego Vasco da Gama AC. Dwa lata później podpisał kontrakt z CD Trofense, skąd po roku przeszedł do Bragi. W styczniu 2014 roku został na pół roku wypożyczony do Piasta, by następnie trafić do tego klubu na zasadzie transferu definitywnego. W styczniu 2018 podpisał kontrakt z JEF United Ichihara.

## Statystyki kariery
(aktualne na dzień 18 stycznia 2020)
| Klub                 | Sezon              | Liga               | Liga  | Liga   | Puchar kraju | Puchar kraju | Puchar ligi | Puchar ligi | Puchar kontynentalny | Puchar kontynentalny | Suma  | Suma   |
| Klub                 | Sezon              | Liga               | Mecze | Bramki | Mecze        | Bramki       | Mecze       | Bramki      | Mecze                | Bramki               | Mecze | Bramki |
| -------------------- | ------------------ | ------------------ | ----- | ------ | ------------ | ------------ | ----------- | ----------- | -------------------- | -------------------- | ----- | ------ |
| CD Trofense          | 2012/13            | Segunda Liga       | 36    | 2      | 0            | 0            | 0           | 0           | –                    | –                    | 36    | 2      |
| SC Braga             | 2013/14            | Primeira Liga      | 2     | 0      | 0            | 0            | 0           | 0           | 0                    | 0                    | 2     | 0      |
| SC Braga B           | 2013/14            | Segunda Liga       | 10    | 0      | 0            | 0            | 0           | 0           | –                    | –                    | 10    | 0      |
| Piast Gliwice (wyp.) | 2013/14            | Ekstraklasa        | 9     | 0      | 0            | 0            | –           | –           | –                    | –                    | 9     | 0      |
| Piast Gliwice        | 2014/15            | Ekstraklasa        | 25    | 3      | 1            | 0            | –           | –           | –                    | –                    | 26    | 3      |
| Piast Gliwice        | 2015/16            | Ekstraklasa        | 35    | 2      | 0            | 0            | –           | –           | –                    | –                    | 35    | 2      |
| Piast Gliwice        | 2016/17            | Ekstraklasa        | 30    | 3      | 1            | 0            | –           | –           | –                    | –                    | 31    | 3      |
| Piast Gliwice        | 2017/18            | Ekstraklasa        | 18    | 0      | 2            | 0            | –           | –           | –                    | –                    | 20    | 0      |
| JEF United Ichihara  | 2018               | J2 League          | 18    | 3      | 2            | 0            | –           | –           | –                    | –                    | 20    | 3      |
| JEF United Ichihara  | 2019               | J2 League          | 24    | 1      | 1            | 0            | –           | –           | –                    | –                    | 25    | 1      |
| Wisła Kraków (wyp.)  | 2019/20            | Ekstraklasa        |       |        | 0            | 0            | –           | –           | –                    | –                    |       |        |
| Ogólnie w karierze   | Ogólnie w karierze | Ogólnie w karierze | 248   | 18     | 7            | 0            | 0           | 0           | 0                    | 0                    | 255   | 17     |